# Porte de Charenton (métro de Paris)
Porte de Charenton est une station de la ligne 8 du métro de Paris, située dans le 12e arrondissement de Paris.

## Histoire

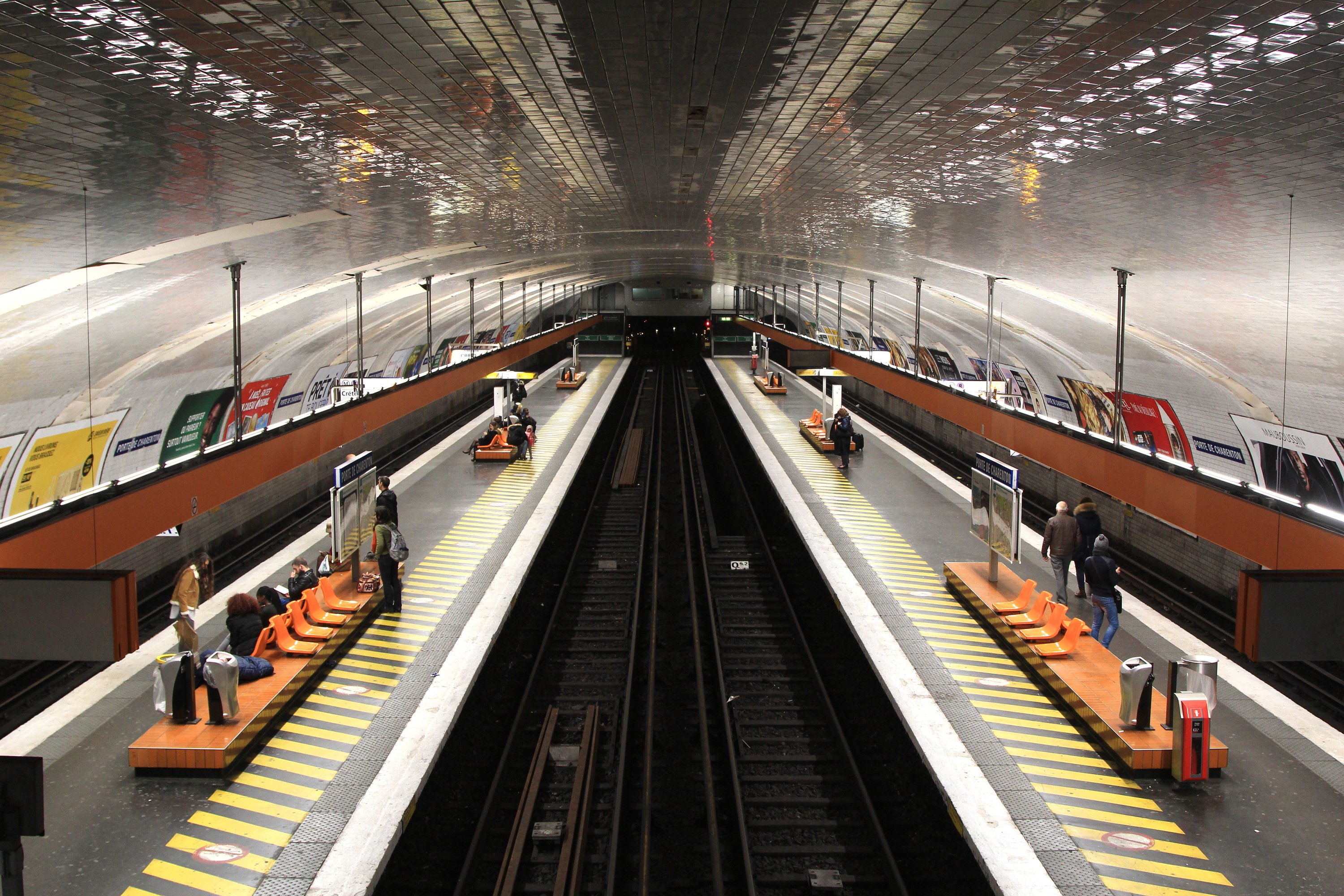
Quais vus en direction de Balard.

La station a été ouverte en 1931. Elle est située à l'emplacement de la porte des fortifications qui contrôlait la route impériale numéro 5, laquelle menait à Genève.
Elle a constitué le terminus sud-est de la ligne 8 jusqu'au 5 octobre 1942, date de la mise en service du prolongement à Charenton - Écoles.
Elle est fréquentée par 2 105 924 voyageurs entrants en 2019, ce qui la place à la 238e position des stations de métro pour sa fréquentation sur 302,.
En 2020, avec la crise du Covid-19, 1 146 232 voyageurs sont entrés dans la station ce qui la place à la 228e position des stations de métro pour sa fréquentation.
En 2021, la fréquentation remonte progressivement, avec 1 529 778 voyageurs qui sont entrés dans cette station ce qui la place à la 231e position des stations de métro pour sa fréquentation.

## Services aux voyageurs

### Accès
La station possède quatre accès. Les deux premiers, à l'extrémité sud-ouest des quais, mènent :
- l'accès no 1 « Avenue de la Porte de Charenton » est situé au 68 boulevard Poniatowski[5], le long du stade Léo-Lagrange ;
- l'accès no 2 « Boulevard Poniatowski » se trouve au 25 boulevard Poniatowski[6].

Les deux derniers, à l'extrémité nord-est des quais, permettant de se rendre sur la pelouse de Reuilly, mènent :
- laccès no 3 « Rue Claude Decaen » est au 59 boulevard Poniatowski[7].
- l'accès no 4 « Place du Cardinal Lavigerie » se trouve le long du boulevard Poniatowski du côté des numéros pairs[8], proche de l'angle avec la place du Cardinal-Lavigerie ;

Ces deux anciennes sorties de secours sont rénovées et mises en service en 2020[réf. nécessaire].

Accès à la station
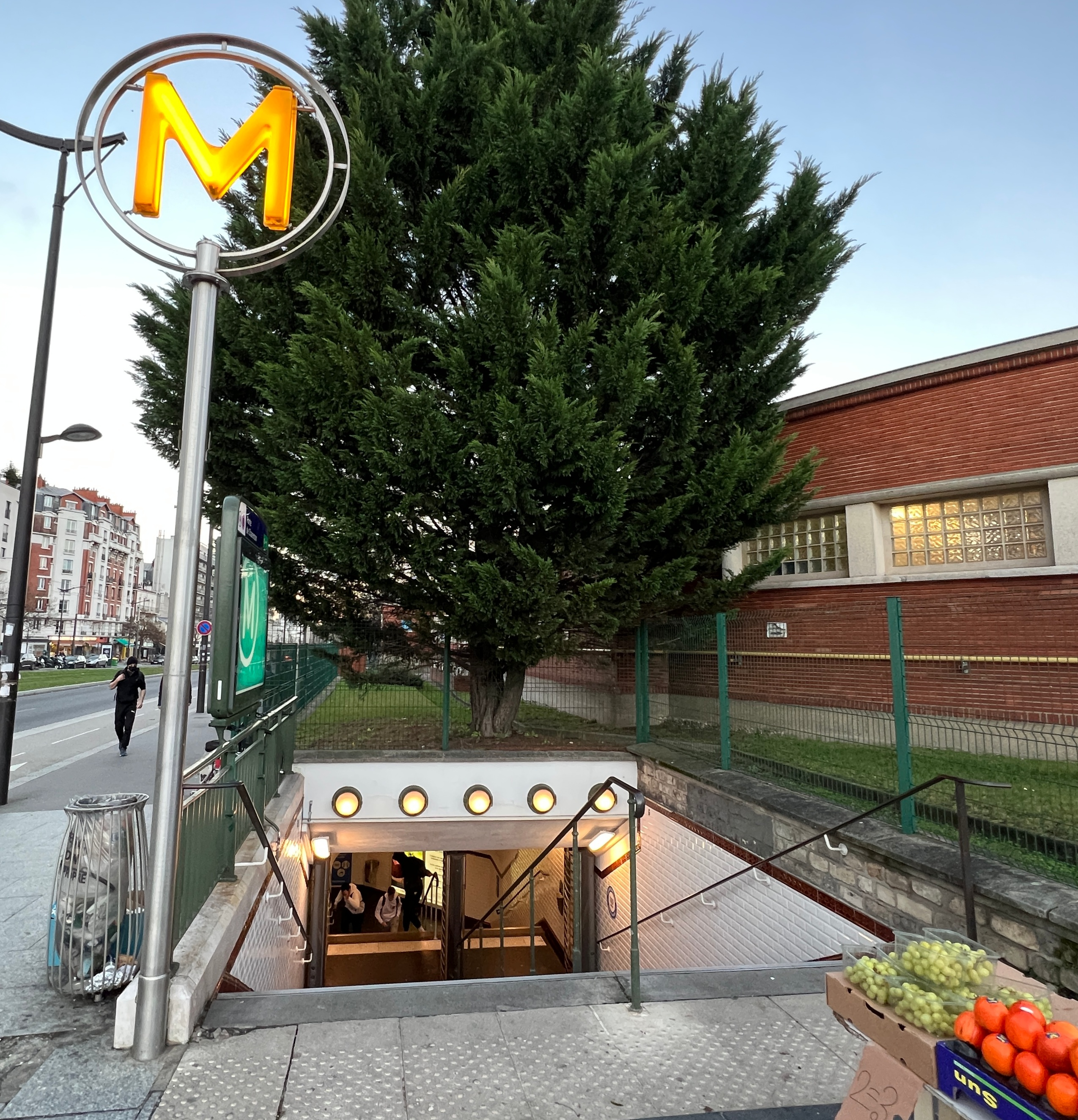
L'accès no 1 « Avenue de la Porte de Charenton ».
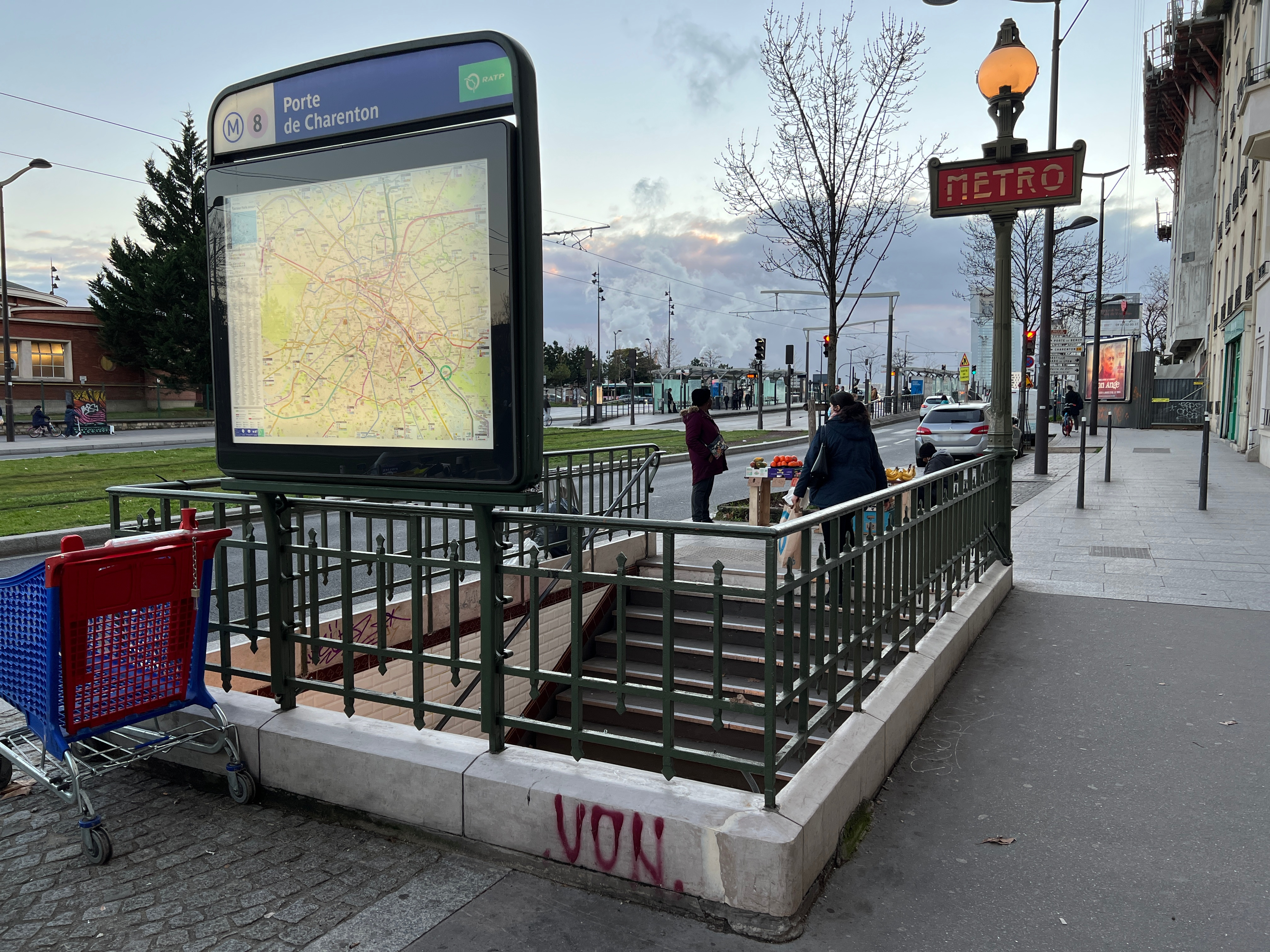
L'accès no 2 « Boulevard Poniatowski ».
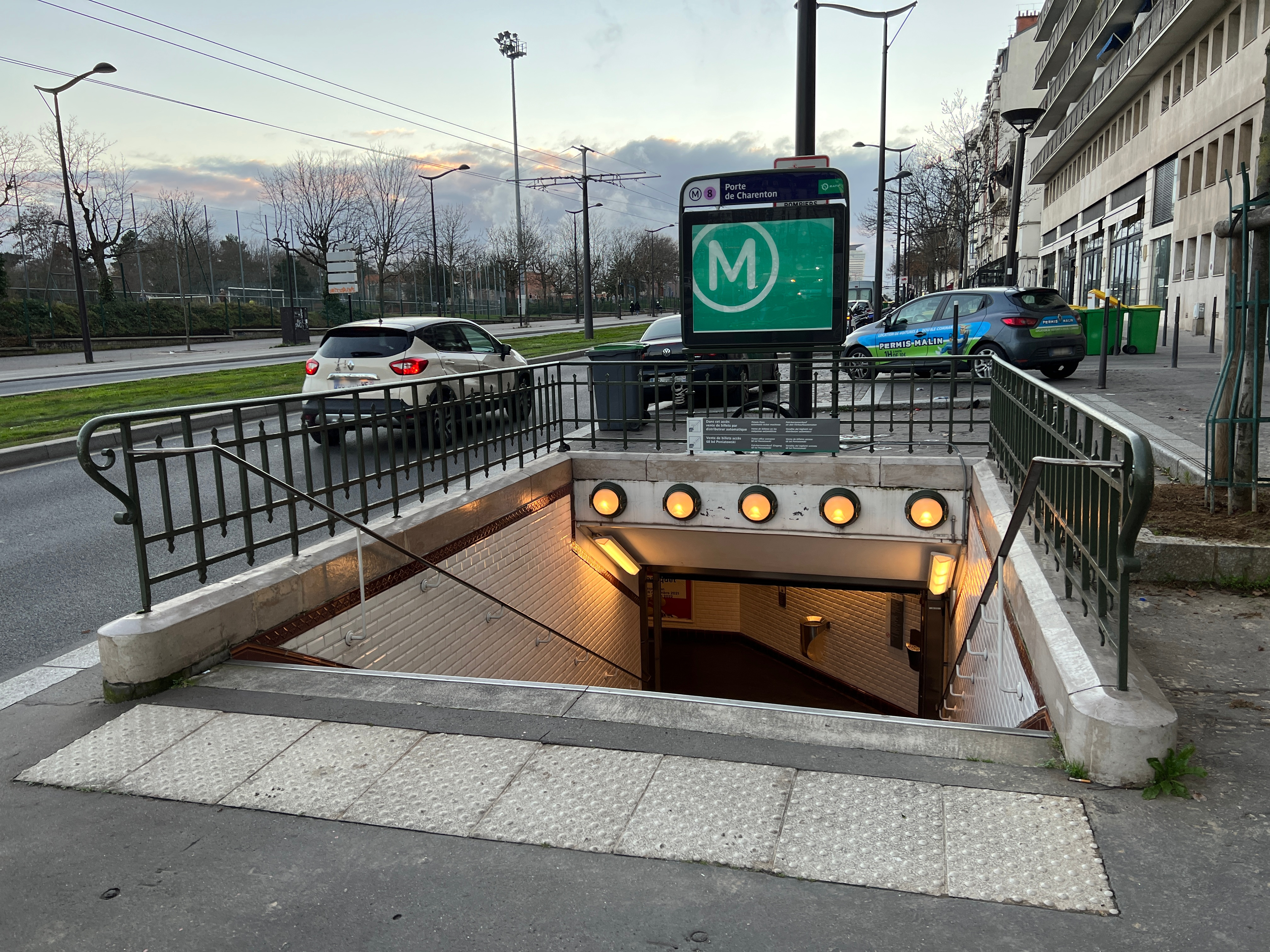
L'accès no 3 « Rue Claude Decaen ».
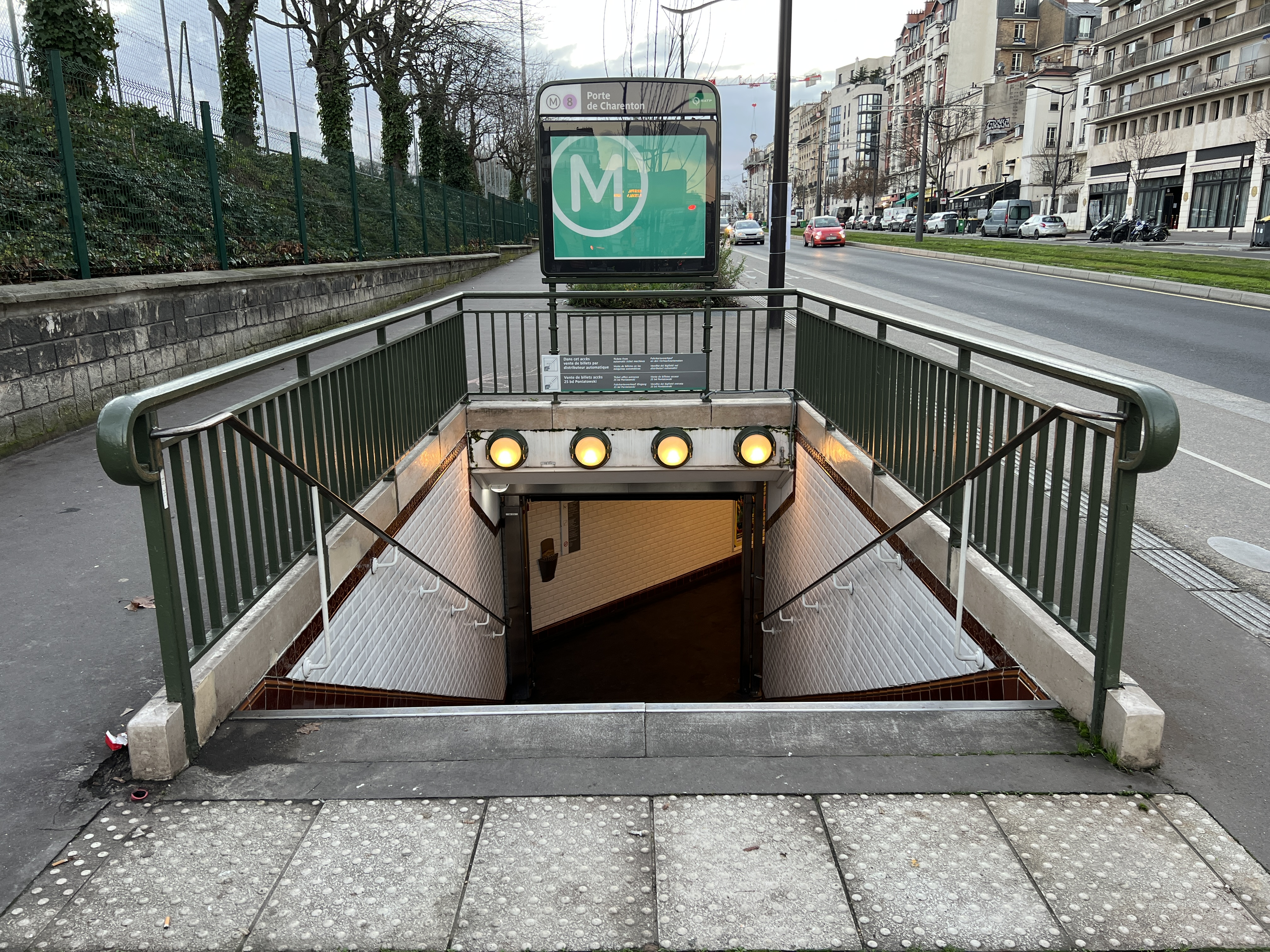
L'accès no 4 « Place du Cardinal Lavigerie ».

### Quais
Porte de Charenton est une station de configuration particulière : du fait de son ancien statut de terminus, elle possède quatre voies et deux quais, chacun d'eux étant encadré par deux voies. Cette disposition rare est également observable à la station Porte de Montreuil. Les trains desservent habituellement la station par les voies latérales. Les voies centrales ne servent que de garage ou en cas de terminus exceptionnel. Ces quais sont aménagés dans le style « Andreu-Motte » avec deux rampes lumineuses orange, des banquettes traités en carrelage plat marron et des sièges « Motte » orange. Ces aménagements sont mariés avec les carreaux en céramique blancs plats qui recouvrent les piédroits et la voûte, particulièrement large. Les cadres publicitaires sont métalliques et le nom de la station est inscrit en lettres capitales sur plaques émaillées.

### Intermodalité
La station est desservie par les lignes 77, 87 et 111 du réseau de bus RATP et la nuit, par la ligne N35 du réseau Noctilien.
Depuis le 15 décembre 2012, elle est également desservie par le tramway de la ligne T3a après son prolongement depuis la porte d'Ivry.

## À proximité
- Bois de Vincennes
- Porte de Charenton